# Фердинанд Катини
Фердинанд Катини (итал. Ferdinand Cattini; Гроно, 27. септембар 1916 — Давос, 17. август 1969) био је швајцарски аматерски играч хокеја на леду који је играо на позицији левог крила. Убраја се међу највеће швајцарске хокејаше свих времена, а 1998. постао је чланом хокејашке куће славних ИИХФ-а. Његов старији брат Ханс такође је био чувени швајцарски хокејаш.
Целу каријеру наступао је у дресу ХК Давоса, са којим је освојио укупно 14 титула националног првака. Једина сезона коју је одиграо ван Давоса била је сезона 1952/53. у којој је играш за екипу Лугана. У Давосу је углавном играо у нападачкој формацији са старијим братом Хансом и са Бибијем Торијанијем, а њих тројица заједно су чинили такозвану „Ни линију”, нападачку линију која је касније означена најјачим нападом у историји швајцарског клупског и репрезентативног хокеја.
Највеће успехе са репрезентацијом Швајцарске остварио је на Зимским олимпијским играма 1948. у Санкт Морицу, где је Швајцарска освојила бронзану медаљу, а олимпијски деби имао је још 1936. године. На светским првенствима освојио је једно сребро (1935) и две бронзе (1937. и 1939).
Због заслуга за развој хокејашког спорта у Давосу, њему и његовом брату у част једна од група традиционалног предновогодишњег турнира Шпенглеровог купа који сваке године организује ХК Давос, носи његово име – „Група Катини”.